# 에어라인 타이쿤
에어라인 타이쿤(Airline Tycoon)은 1998년에 발매한 경제 시뮬레이션 게임으로, 오리지널 버전은 스펠바운드가 개발하고 인포그레임즈에 의해 발매되었다. 하지만, 이후의 버전에서는 다양한 회사들에 의해 발매되었다. 오리지널 버전은 원래 마이크로소프트 윈도우용으로만 개발되었으나, 후에 디럭스 버전에서는 리눅스, OS X 그리고 ZETA에서도 실행할 수 있게 되었다. 게이머는 항공사를 성공적으로 유지하고 관리하여야 한다. 또한 여느 타이쿤 컴퓨터 게임이 그렇듯이, 이 게임의 목적은 다른 경쟁자들을 이기는 것이며, 성공할 수 있는 방법은 수입과 지출을 적절히 조절하는 것이다.

## 게임플레이
플레이어는 항공사의 매니저 역할을 하여 다른 세 명의 경쟁자들과 경쟁하게 된다. 네 명의 인물이 있는데 Clarie Caravelle (선샤인 에어웨이즈), Maxime Lafamble (팔콘 라인즈), Igor Tupppolevesky (피닉스 트래블), Mario Zuccherini (허니 에어라인즈) 중에서 반드시 한 명을 골라 플레이하여야 한다. 플레이어는 보유하고 있는 항공기를 좋은 상태로 정비해야 되고, 승객들의 만족도를 최상으로 유지시켜야 하며, 새 비행기를 구입하며 (항공기 에이전시를 통해 새 항공기를 구입하거나 박물관을 통해 중고 항공기를 구입할 수 있다), 필요시 은행 대출을 빌리거나 갚아야 한다. 플레이어는 그들의 비서를 관리하여야 하고, 플라이트 플랜을 짜야 하며, 연료 구입을 하거나, 공항 관계자의 회의에 참석하여야 한다. 에어라인 타이쿤에는 탐색할 수 있고 결정해야만 하는 기회가 많이 찾아온다.
네트워크 모드상에서는, 최대 4명까지 같이 플레이할 수 있으며 싱글 플레이어 모드에서만 게임을 저장할 수 있다.

## 역사

### 릴리즈된 버전
- 에어라인 타이쿤, 1998년
- 에어라인 타이쿤 퍼스트 클래스, 2001년
- 에어라인 타이쿤 에볼루션, 2002년
- 에어라인 타이쿤 디럭스, 2003년

### 개요
오리지널 버전은 1998년 8월 독일에서 처음 선보였다. 이 게임은 영어권 국가들에서는 출시되지 않았으나, 영어로 된 공식 데모 버전이 존재했다.
미국과 영국에서 처음 나온 때는 2001년, 몬테크리스토(Monte Cristo)에 의해 에어라인 타이쿤 퍼스트 클래스가 출시되면서부터였다. 그렇지만 몬테크리스토는 '퍼스트 클래스'라는 부제를 게임 박스와 매뉴얼에서 빼기로 했다. 하지만 게임에서는 그대로 남아있었다.
2002년, 에어라인 타이쿤 에볼루션도 몬테크리스토에 의해 출시되었으며, 2003년 스펠바운드는 이전 버전에 몇 가지 기능만 추가한 에어라인 타이쿤 디럭스를 다른 언어로의 번역없이 5000개 한정판으로 독일에서만 출시했다. 하지만, 루네소프트(RuneSoft)에 의해 2005년 가을에 리눅스, OS X, ZETA 버전이 출시되었으며, 2006년 겨울에는 독일어, 영어, 프랑스어 버전이 출시되었다.